# Walter Obare Omwanza
Walter E. Obare Omwanza (* 10. května 1947 v obci Misambi) je keňský luterský teolog a biskup.
Od roku 2002 zastává úřad biskupa Evangelické luterské církve v Keni. Walter Obare je znám doma i v zahraničí jako konzervativní teolog a aktivní podporovatel konzervativních luterských uskupení ve Skandinávii.
Je ženatý, s manželkou Eunice mají deset dětí.